# 아메리칸 로코모티브 컴퍼니

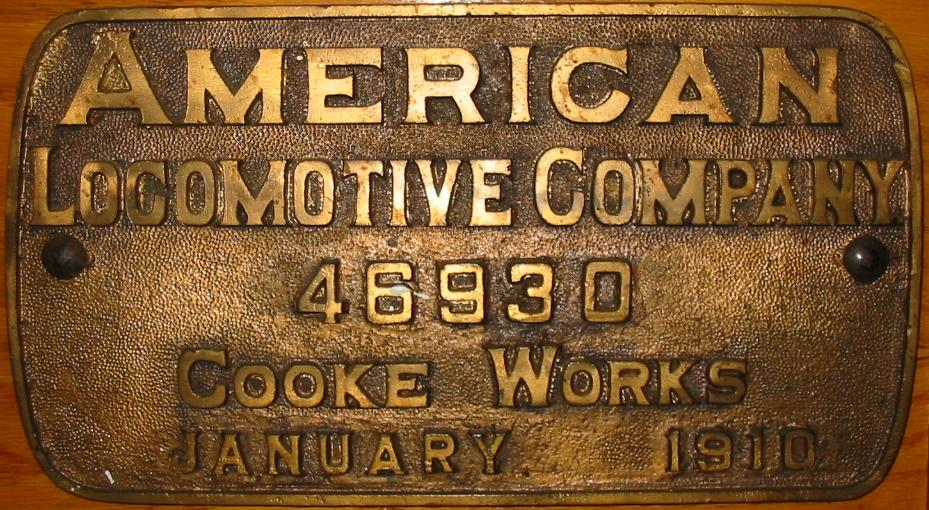

아메리칸 로코모티브 컴퍼니(American Locomotive Company)는 미국의 철도 차량 제작 회사였다. 1969년에 공식적으로 폐지되었다.

## 연혁
- 1901년 : 미국의 중소 철도 차량 제작 업체 7개를 통합하며 설립
- 1905년 : 뉴저지의 회사를 인수하며 미국 내 두번째로 거대한 철도 차량 제작 회사가 됨
- 1964년 : 회사 매각
- 1969년 : 회사 폐지

## 대한민국과의 관계
- 대한민국에 납품한 철도 차량은 아래와 같다.
  - 터우3형 증기 기관차
  - 터우5형 증기 기관차
  - 파시2형 증기 기관차
  - 미카2형 증기 기관차
  - 아메형 증기 기관차
  - 3100호대 디젤 기관차